# André Mounié
Pas d'image ? Cliquez ici

a Compétitions nationales et continentales officielles uniquement.

André Mounié, né le 14 février 1915 à Assier (Lot) et mort le 4 février 1994 à Castelnau-de-Médoc (Gironde), est un joueur français de rugby à XV et de rugby à XIII dans les années 1930 à 1940.
Il pratique le rugby à XV au sein du Toulouse O.E.C.. Lors de la saison 1937-1938, il change de code de rugby, joue quelques rencontres avec le Toulouse olympique XIII puis s'engage avec le R.C. Albigeois en fin 1937 pour y terminer la saison. Il remporte la saison suivante le Championnat de France de 1938 avec Jean-Marie Vignal, Gaston Combes et Henri Jeansous. La Seconde Guerre mondiale arrive et il est mis en place l'interdiction du rugby à XIII.

## Palmarès

### Rugby à XIII
- Collectif[1] :
  - Vainqueur du Championnat de France : 1938 (Albi).

#### Détails en club
| Saison    | Saison       | Championnat           | Championnat | Coupe           | Coupe      |
| Saison    | Saison       | Comp.                 | Class.      | Comp.           | Class.     |
| --------- | ------------ | --------------------- | ----------- | --------------- | ---------- |
| 1937-1938 | RC Albigeois | Championnat de France | Vainqueur   | Coupe de France | 1/8 finale |
| 1938-1939 | RC Albigeois | Championnat de France | 7e          | Coupe de France | 1/4 finale |